# Kenneth Lofton
Kenneth Wayne Lofton Jr (ur. 14 sierpnia 2002 w Port Arthur) – amerykański koszykarz, występujący na pozycjach silnego skrzydłowego lub środkowego, od 2022 zawodnik Memphis Grizzlies.

## Osiągnięcia
Stan na 22 września 2023, na podstawie, o ile nie zaznaczono inaczej.
NCAA
- Mistrz dywizji konferencji USA (2021)
- Koszykarz roku – LABC Louisiana Major College Player of the Year (2022)
- Najlepszy pierwszoroczny zawodnik konferencji USA (2021)
- Zaliczony do:
  - I składu:
    - konferencji USA (2022)
    - najlepszych pierwszorocznych zawodników konferencji USA (2021)
    - turnieju:
      - NIT (2021)
      - konferencji USA (2022)

    - All-Louisiana (2022)

  - II składu All-Louisiana (2021)
  - III składu konferencji USA (2021)
- Zawodnik kolejki konferencji USA (29.11.2021, 6.12.2021)
- Najlepszy pierwszoroczny zawodnik kolejki konferencji USA (7.12.2020, 21.12.2020, 28.12.2020, 25.01.2021, 1.02.2021, 8.02.2021, 15.02.2021, 1.03.2021, 7.03.2021)
- Lider konferencji USA w:
  - średniej zbiórek (2022 – 10,5)
  - liczbie:
    - zbiórek:
      - 2022 – 347
      - w obronie (2022 – 239)
      - w ataku (2022 – 108)

    - celnych rzutów za 2 punkty (2022 – 204)

Indywidualne
- Zaliczony do I składu turnieju NBA G League Showcase (2023)
- Uczestnik turnieju drużynowego Jordan Rising Stars (2023)[5]

Reprezentacja
- Mistrz świata U–19 (2021)